# 鉄質
鉄質（てつしつ、ferruginous）は、成分として鉄イオンのFe2+やFe3+を含む岩石や鉱物に用いられる性質。類義語は苦鉄質で、対義語は珪長質である。鉄質な岩石とは、鉄鉱石、鉄橄欖岩、斑糲岩などを指す。